# Matthieu Wiegman
Mattheus Johannes Maria (Matthieu) Wiegman (Zwolle, 31 mei 1886 – Bergen (NH), 5 april 1971) was een Nederlandse kunstenaar. Hij was kunstschilder, tekenaar, wandschilder en glazenier, ook zijn van zijn hand affiches en boekbanden bekend. Voorts heeft hij mozaïeken gemaakt.

## Leven en werk
Wiegman bezocht de Ambachtsschool in Alkmaar. Hij kwam in 1911 in Bergen aan, toen hij zijn studie tussen 1905 en 1909 aan de Rijksakademie van Beeldende Kunsten in Amsterdam had voltooid. Hij was samen met Leo Gestel en Arnout Colnot een van de belangrijkste figuren binnen de Bergense School. Hij had veel bewondering voor het werk van Paul Cézanne.
In 1909 maakte hij de opzet van zijn eerste religieuze schilderij, De prediking van Sint-Willibrordus. Tijdens zijn loopbaan maakte hij vele religieuze voorstellingen. De Bergense schilders wezen hem op de nieuwe mogelijkheden. Wiegman deed er naar hartenlust aan mee. Hij stortte zich vooral in het luministische werk. Hij trok ook regelmatig naar Frankrijk om daar te werken. Hij was lid van de Hollandse Kunstenaarskring. In 1918 werd hij op 32-jarige leeftijd gepolst voor het hoogleraarschap aan de Amsterdamse Akademie.

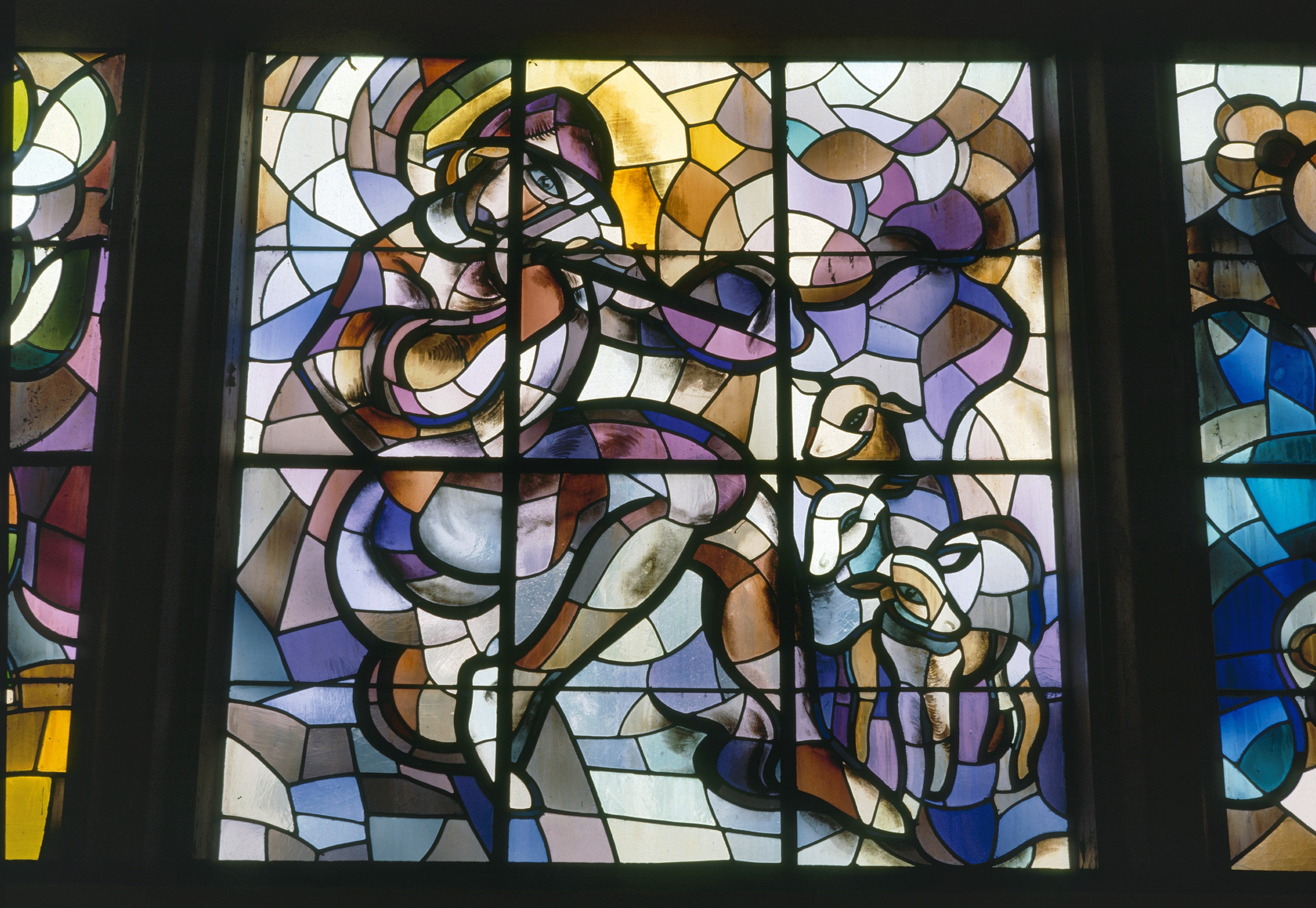
Glas-in-loodraam in de Valeriuskliniek (1938)

Allengs gaat het optimistische element in het werk van Wiegman steeds meer overheersen, tot in de laatste 20 jaar van zijn leven, waarin hij de felste en hardste kleuren gebruikt, kleuren die zeer ongewoon zijn. Belangrijk voor het werk van Wiegman waren zijn stillevens geïnspireerd door zijn vriend De Zarate. Het liefst gebruikte Wiegman de te schilderen objecten voor vulling van de achtergrond.
In Italië, in de kustplaats Rapallo, zette hij in 1958 een metersgroot mozaiek van de engel Raphaël op de blinde muur van een huis van Bergense vrienden van hem, Chris en 'Polletje' Dekker. In zijn handen houdt de engel een doek met het Nederlandstalige opschrift 'DIT ZEGT GOD DE HEER". In 2018 bleek de engel er nog altijd in zeer goede staat aanwezig te zijn.

## Eerbewijzen
Op 31 mei 1961 reikte burgemeester Lo de Ruiter hem ter gelegenheid van zijn 75ste verjaardag de Erepenning uit van de gemeente Bergen (NH), met een bijbehorende oorkonde, vervaardigd door Henk van den Idsert.

## Openbare collecties
- Museum Kranenburgh in Bergen (NH)
- Stedelijk Museum Alkmaar
- Frans Hals Museum in Haarlem (inv.nr. 58-44)